# Екдиций Авит
Екдиций Авит (на латински: Ecdicius) e западноримски офицер (magister militum praesentalis) през 5 век от 474 до 475 г.
Произлиза от Оверн и е син на западноримския военачалник и император Авит (император 455 – 456). Той e римско-галски аристократ.
Брат е на Агрикола (vir inlustris) и на Папианила. Приятел е със съпруга на сестра си Сидоний Аполинарий, който е историк и епископ на Оверн и на Клермон Феран.
През 460 г. той е смятан за един от най-богатите и влиятелни личности в Римската империя.
През 471 г. той събира на свои разноски войска и се бие при Клермон Феран с обсадилите го вестготи на Ойрих. През 473 г. снабдява с храна от своите земи няколко хиляди гладни хора. След това отива в Бургундия, където има също земи.
През 474 г. получава титлата Patricius от император Юлий Непот и става magister militum praesentalis на Галия.
През 475 г. Екдиций се оттегля в Италия и на неговото място е назначен Флавий Орест, който смъква император Юлий Непот.